# クリーブランド (防護巡洋艦)
|          |                              |
| 艦歴     |                              |
| 発注:    |                              |
| 起工:    |                              |
| 進水:    | 1901年9月28日                |
| 就役:    | 1903年11月2日                |
| 退役:    | 1929年11月1日                |
| その後:  | 1930年にスクラップとして廃棄 |
| 除籍:    |                              |
| 性能諸元 |                              |
| 排水量:  | 3,200 トン                   |
| 全長:    | 308 ft 10 in                 |
| 全幅:    | 44 ft                        |
| 吃水:    | 15 ft 9 in                   |
| 機関:    |                              |
| 最大速:  | 16ノット                     |
| 乗員:    | 士官、兵員339名              |
| 兵装:    | 5インチ砲10門                |

クリーブランド (USS Cleveland, PG-33/C-19/CL-21) は、アメリカ海軍の防護巡洋艦。デンバー級防護巡洋艦の6番艦。艦名はオハイオ州クリーブランドに因む。

## 艦歴
クリーブランドはメイン州バスのバス鉄工所で起工する。1901年9月28日にR・ハンナ夫人（恐らくルース・ハンナ・マコーミックと思われる。）によって命名、進水し、1903年11月2日に艦長W・H・H・サザーランド中佐の指揮下就役した。
クリーブランドはヨーロッパ戦隊と共に西インド諸島とキューバ海域、東海岸沿いにハンプトン・ローズとボストン間を巡航し、海軍兵学校生の訓練巡航を1907年5月17日まで行う。その後ニューヨークからジブラルタル、ポートサイド、アデン、コロンボ、シンガポールを経由して、8月1日にカヴィテに到着した。続く3年に渡ってアジアステーションで活動し、1910年8月1日にメア・アイランド海軍工廠に帰還した。1910年8月3日に退役し、1912年4月8日に準予備役状態に置かれ、1912年8月31日に完全就役状態に復帰した。
クリーブランドは1912年から1917年までメア・アイランド海軍工廠での予備役状態と、メキシコおよび中央アメリカでの偵察任務を交互に行った。メキシコ革命での混乱期にはアメリカ人の生命と権益の保護に当たった。1917年3月31日にハンプトン・ローズに到着、4月9日から6月22日までハッテラス岬からチャールストンへの偵察を行った。その後大西洋の合流地点までの船団護衛任務に割り当てられ、1917年6月から1918年12月まで7度の巡航を行った。
中南米での偵察任務を終えると、クリーブランドは1920年2月16日に太平洋艦隊に配属され、時折カリブ海水域に帰還した。1921年8月8日に CL-21 （軽巡洋艦）に艦種変更される。カリブ海および南アメリカ沿岸での任務で、クリーブランドは儀礼訪問を行い、外交活動を支援し、災害救助活動や紛争地域でのアメリカ合衆国の権益保護を行った。クリーブランドは1929年11月1日にボストンで退役し、ワシントン海軍軍縮条約に基づき1930年3月7日にスクラップとして売却された。